# Uirapuru
Uirapuru é a designação comum a diversas aves da família dos piprídeos e trogloditídeos especialmente as dos gêneros Cyphorhinus, Lepidothrix e Pipra. Também são conhecidos como irapuru, guirapuru, arapuru, irapurá, virapuru, tangará, rendeira, pássaro-de-fandango e realejo.

## Etimologia
"Uirapuru", "irapuru", "guirapuru", "virapuru", "arapuru" e "irapurá" provêm do tupi wirapu'ru. "Tangará" provém do tupi tãga'rá. "Rendeira" vem de "renda", "tecido". "Pássaro" vem do latim passere, "pardal". "Fandango" vem do castelhano fandango, o nome de um tipo de dança. "Realejo" vem do castelhano realejo, um tipo de instrumento musical.

## Descrição
De forma geral, são pássaros ativos, que se locomovem muito rapidamente. Alimenta-se de frutas e, principalmente, de pequenos insetos. Tem os pés grandes, plumagem pardo-avermelhada, laranja, entre outras. Vive em meio à floresta úmida, nas Guianas, Venezuela, Colômbia, Equador, Peru, Bolívia e em quase toda a região amazônica brasileira. O canto mavioso emitido pelos representantes da família Troglodytidae é longo e melodioso, parecido com uma flauta, e só é ouvido ao amanhecer.
Na cultura popular do Brasil, é citado pela composição amazônica do maestro paraense Waldemar Henrique, pelo poema sinfônico de Heitor Villa-Lobos, e também pela canção que leva seu nome, interpretada pelo grupo Nilo Amaro e seus Cantores de Ébano.

## Espécies
- Família Troglodytidae
  - Subfamília Troglodytinae:
    - Cyphorhinus arada; uirapuru-verdadeiro;
    - Cyphorhinus griseolateralis; uirapuru-de-flancos-cinza
    - Cyphorhinus interpositus; uirapuru-de-orelha-alaranjada
    - Cyphorhinus transfluvialis; uirapuru-do-imeri
    - Cyphorhinus modulator; uirapuru-ferrugíneo
    - Henicorhina leucosticta; uirapuru-de-peito-branco
    - Microcerculus marginatus; uirapuru-veado
    - Microcerculus bambla; uirapuru-de-asa-branca

- Família Pipridae
  - Subfamília Piprinae:
    - Pipra aureola; uirapuru-vermelho
    - Pipra filicauda; uirapuru-de-cauda-longa
    - Pipra fasciicauda; uirapuru-laranja
    - Lepidothrix coronata; uirapuru-de-chapéu-azul
    - Lepidothrix natteri; uirapuru-de-chapéu-branco
    - Lepidothrix serena; uirapuru-estrela
    - Lepidothrix vilasboasi; uirapuru-de-coroa-dourada
    - Machaeropterus pyrocephalus - uirapuru-cigarra

  - Subfamília Neopelminae:
    - Tyranneutes stolzmanni; uirapuruzinho
    - Tyranneutes virescens; uirapuruzinho-do-norte